# Lucia Ottobrini
Lucia Ottobrini (Roma, 2 ottobre 1924 – Rocca di Papa, 26 settembre 2015) è stata una partigiana italiana, decorata con Medaglia d'argento al valor militare, ex-impiegata al Ministero del tesoro.

## Biografia

### L'ambiente familiare e l'incontro con Mario Fiorentini
Figlia di un emigrante molisano a Mulhouse, Lucia Ottobrini, pur essendo nata a Roma, visse sino al 1939 in Alsazia, dove imparò il francese e il tedesco. Rientrata in Italia, si impiegò giovanissima al Ministero del Tesoro per contribuire al bilancio familiare (erano nove figli), poiché il padre antifascista si era rifiutato di tesserarsi al partito fascista ed ottenere, così, un impiego pubblico.
All'inizio del 1943 Lucia conobbe Mario Fiorentini, giovane intellettuale comunista ed ebreo. Fiorentini introdusse Lucia negli ambienti antifascisti dei pittori di via Margutta e della compagnia teatrale di Plinio De Martiis e dello stesso Fiorentini. La compagnia allestiva rappresentazioni popolari al Teatro Mazzini e anche al Delle Arti con – tra gli altri - Vittorio Gassman, Lea Padovani, Nora Ricci, Vittorio Caprioli, Carlo Mazzarella, Alberto Bonucci, ed Ave Ninchi, sotto la direzione di Luigi Squarzina, Adolfo Celi e Mario Landi.

### L'attività partigiana
Dopo l'8 settembre 1943, i due entrarono nella Resistenza romana. Lucia conobbe Laura Lombardo Radice, che la incaricò di raccogliere indumenti, medicine e cibo per i prigionieri politici, prima di entrare nel GAP centrale Antonio Gramsci, comandato da Fiorentini. Nemmeno ventenne, fu incaricata di nascondere in casa le armi per le azioni; successivamente, in virtù della sua conoscenza del tedesco, si infiltrò tra i nazifascisti, con i nomi di battaglia di “Maria Fiori” e “Leda Lamberti”. Ben presto partecipò attivamente alla lotta armata.
Il 31 ottobre 1943 partecipò con compiti di copertura ad un'azione in corso Vittorio Emanuele II compiuta da Mario Fiorentini, Rosario Bentivegna e Franco di Lernia. I "gappisti" uccisero tre militi della RSI usciti da Palazzo Braschi, dopo averli seguiti sin quasi a piazza Venezia.
Il 18 novembre, insieme a Mario Fiorentini, ebbe compiti di copertura di alcuni gappisti della Pisacane che entrarono nel teatro Adriano, essendo venuti a conoscenza che il giorno seguente avrebbe presenziato il generale Stahel, comandante della "piazza" di Roma, tra alti ufficiali tedeschi e autorità fasciste repubblicane (tra cui il maresciallo Rodolfo Graziani). I partigiani della Pisacane misero sotto il palco un estintore imbottito di circa 6 kg di tritolo con dispositivo ad orologeria, ma il congegno non funzionò e non accadde niente.
La sera del 17 dicembre 1943, insieme a Mario Fiorentini, Carla Capponi e Rosario Bentivegna, Lucia Ottobrini compì un'azione contro un ufficiale tedesco, ma la sua arma e quella di Fiorentini si incepparono. L'ufficiale sarà ucciso da Bentivegna e dalla Capponi.
Il giorno dopo, il quartetto fu incaricato di porre una bomba all'uscita del cinema Barberini, frequentato da soldati tedeschi. L'azione provocò la morte di otto militari, oltre a un numero imprecisato di feriti. La Ottobrini fu fermata dalle SS insieme alla Capponi ma, grazie alla sua ottima conoscenza del tedesco, le due donne vennero subito rilasciate e trovarono rifugio in mezzo agli sfollati del Traforo Umberto I.
Il 26 dicembre, Mario Fiorentini, in bicicletta, dal lungotevere sovrastante via della Lungara, lanciò un ordigno esplosivo contro l'ingresso del carcere di Regina Coeli mentre 28 militari tedeschi erano impegnati nel cambio della guardia. Lucia Ottobrini partecipò insieme a Carla Capponi, Franco di Lernia e Rosario Bentivegna, a copertura dell'azione. Rimasero uccisi sette od otto tedeschi, oltre a un numero imprecisato di feriti. Fiorentini riuscì a sfuggire al fuoco cui fu fatto segno dai militari affacciati alle finestre del carcere.
Il 10 marzo 1944 Lucia Ottobrini, Mario Fiorentini, Rosario Bentivegna e Franco Ferri spuntarono improvvisamente da dietro ai chioschi del mercato di piazza Monte d'Oro e lanciarono alcune bombe su un corteo di fascisti che sfilavano in via Tomacelli. I partigiani si dileguarono dopo aver causato tre morti e numerosi feriti in un'azione che, per la sua perfezione, già prefigurava il successivo attacco di via Rasella.
All'attentato di via Rasella (23 marzo 1944) Lucia Ottobrini non partecipò perché malata; aiutò però a riempire di esplosivo il carretto della nettezza urbana che venne utilizzato per l'attacco al Polizeiregiment "Bozen" e che provocò, tra i nemici, 33 morti e 110 feriti. Nell'attentato, sia direttamente che a seguito del fuoco di reazione dei tedeschi, morirono anche alcuni italiani, tra cui il bambino Piero Zuccheretti.
Nelle settimane successive Lucia Ottobrini e Mario Fiorentini lasciarono Roma per dirigere le operazioni dei GAP tra Tivoli e Castel Madama. Lucia garantì i collegamenti (a piedi!) tra Roma e Tivoli. Dopo i bombardamenti di Tivoli fu inviata, con il grado di capitano, a dirigere un nucleo partigiano incaricato di preservare una centrale idroelettrica dagli attacchi tedeschi, facendo saltare in aria un camion di militari.

### Nel dopoguerra
Subito dopo la liberazione di Roma, Lucia Ottobrini sposò Mario Fiorentini e tornò al normale lavoro di impiegata. Nel 1953 le fu assegnata una medaglia d'argento al valor militare. Il Ministro della Difesa Paolo Emilio Taviani, sorpreso di trovarsi di fronte a una donna, le domandò: “Lei è la vedova del decorato?”; al che la Ottobrini rispose: “No, la decorata sono io!”.

## Curiosità
Lucia Ottobrini è stata intervistata nel 2014 sulla sua esperienza di guerra nei GAP a Roma e nella zona di Tivoli, per la realizzazione di un breve docu-ritratto, realizzato da Claudio Costa, dal titolo "Lucia Ottobrini, dall'Alsazia alla lotta partigiana", uscito in allegato al DVD "L'uomo dai quattro nomi", film sulla vita del marito Mario Fiorentini.
Nell'intervista, che ha una durata di 20 minuti, Lucia Ottobrini ha raccontato la sua infanzia in Alsazia, il ritorno in Italia con la sua famiglia e l'entrata nei GAP attraverso Mario Fiorentini e l'amicizia con Carla Capponi.
Ha anche narrato la sua attività nella resistenza a Tivoli, concludendo con sue riflessioni sull'eccidio delle fosse ardeatine e sulle figure di Benito Mussolini e di Clarice Petacci.